# Ploskorep fantastický
Ploskorep fantastický (Uroplatus phantasticus) je ještěrka z čeledi gekonovití (Gekkonidae) a rodu Uroplatus.

## Výskyt a biologie
Ploskorep fantastický je endemitem Madagaskaru, vyskytuje se ve středovýchodní části ostrova. Na základě molekulárních důkazů se zdá, že jde ve skutečnosti o komplex několika druhů, systematika (a rozdělení areálu výskytu na menší lokality) tedy může podléhat budoucím revizím. Ploskorep fantastický je druhem vlhkých neporušených lesů od 400 do asi 1300 metrů nad mořem. Aktivní je během noci a živí se hmyzem.

## Popis
Ploskorep fantastický dosahuje velikosti 9 cm včetně ocasu. Zbarvením jde o variabilní druh, svým vzhledem však vždy připomíná uschlý list, díky čemuž může splývat se svým přirozeným prostředím. Tělo je laterálně zploštělé, s hroty nad očima a hnědavě zabarvenou kůží. Anatomie ocasu svým vzhledem dokonce imituje žilnatinu listů. Ploskorep fantastický se vzhledem podobá druhu Uroplatus ebenaui, od něhož jej lze rozlišit menší hlavou a značně delším ocasem.

## Ohrožení
Ploskorep fantastický je ohrožen ztrátou přirozeného prostředí v důsledku těžby dřeva, zemědělství a pastevectví. Může se vyskytovat pouze v tichých lesích, proto je schopen tolerovat pouze velmi malé zásahy do přirozeného prostředí. Problematický může být rovněž odlov jedinců z volné přírody, protože ploskorep fantastický je oblíbeným terarijním chovancem, obchod nicméně reguluje CITES (ploskorep fantastický je ve II. příloze). Mezinárodní svaz ochrany přírody považuje k roku 2020 druh za málo dotčený taxon, a to především na základě rozsáhlého areálu výskytu, populace nicméně klesají.